# 阿克塔西克湖
阿克塔西克湖（烏克蘭語：Актаське），是烏克蘭的湖泊，位於該國克里米亞半島，長8公里、寬3.5公里，面積26.8平方公里，平均水深2米，最大水深3米，湖畔城鎮有曉爾基諾。
45°22′31″N 35°49′45″E / 45.37528°N 35.82917°E